# Adoxotoma justyniae
Adoxotoma justyniae là một loài nhện trong họ Salticidae.
Loài này thuộc chi Adoxotoma. Adoxotoma justyniae được Marek Żabka miêu tả năm 2001.